# Vaisigano
Vaisigano je politički distrikt na zapadnom rtu Savai'i otoka Samoe. Glavni grad okruga je Asau. Ovo područje se također naziva i "ITU Asaui'(Asau okrug) u Samoanskom jeziku. U Vaisiganu živi 6,643 stanovnika (popis 2001).